# George Udny Yule
George Udny Yule FRS (Morham, Escócia, 18 de fevereiro de 1871 – Cambridge26 de junho de 1951) foi um estatístico britânico.
Foi palestrante do Congresso Internacional de Matemáticos em Toronto (1924).

## Publicações selecionadas
- Yule, G. U. (1896). «On the Significance of Bravais' Formulae for Regression, &c., in the Case of Skew Correlation». Proceedings of the Royal Society (1854-1905). 60: 477–489. doi:10.1098/rspl.1896.0075
- Yule, G. U. (1900). «On the Association of Attributes in Statistics: With Illustrations from the Material of the Childhood Society, &c». Philosophical Transactions of the Royal Society A: Mathematical, Physical and Engineering Sciences. 194 (252–261): 257–319. doi:10.1098/rsta.1900.0019
- Yule, G. U.; Pearson, K. (1901). «On the Theory of Consistence of Logical Class-Frequencies, and Its Geometrical Representation». Philosophical Transactions of the Royal Society A: Mathematical, Physical and Engineering Sciences. 197 (287–299). 91 páginas. doi:10.1098/rsta.1901.0015
- Yule, G. U. (1902). «Mendel's Laws and their probable relations to inter-racial heredity». New Phytologist. 1: 226–227
- Yule, G. U. (1907). «On the Theory of Correlation for any Number of Variables, Treated by a New System of Notation». Proceedings of the Royal Society A: Mathematical, Physical and Engineering Sciences. 79 (529): 182–193. doi:10.1098/rspa.1907.0028
- Yule, G. Udny. Introduction to the Theory of Statistics London Griffin 1911.
- Yule, G. U. (1927). «On a Method of Investigating Periodicities in Disturbed Series, with Special Reference to Wolfer's Sunspot Numbers». Philosophical Transactions of the Royal Society A: Mathematical, Physical and Engineering Sciences. 226 (636–646): 267–298. doi:10.1098/rsta.1927.0007